# Mútne
Mútne (Hongaars: Mutne) is een Slowaakse gemeente in de regio Žilina, en maakt deel uit van het district Námestovo.
Mútne telt 2.892 inwoners.